# Cipuropsis capituligera
Espèce
Cipuropsis capituligera est une espèce de plantes à fleurs de la famille des Bromeliaceae. Elle est présente dans la Caraïbe et au nord de l'Amérique du Sud. Son aire de répartition naturelle s'étend des Caraïbes et du Venezuela jusqu'à l'ouest de l'Amérique du Sud. C'est une épiphyte qui pousse principalement dans le biome tropical humide.

## Description
Cipuropsis capituligera est une espèce épiphyte robuste. Les feuilles sont en rosette dense relativement larges et souvent dressées. Le scape est dressé, robuste, caractéristique avec des bractées rouges. L'inflorescence est multiflore teintée également de rouge. Les épis sont très courts, subglobulaires avec des bractées florales apiculées. Les fleurs sont blanches.

## Répartition et habitat
L'espèce est présente des Caraïbes (Cuba, Hispaniola, Jamaïque, Antilles) jusqu'au nord de l'Amérique du Sud (Colombie, Équateur, Pérou, Venezuela). Elle est adaptée aux forêts hygrophiles.

## Systématique
Le nom correct complet (avec auteur) de ce taxon est Cipuropsis capituligera (Griseb.) Christenh. & Byng.
L'espèce a été initialement classée dans le genre Tillandsia sous le basionyme Tillandsia capituligera Griseb..
Cipuropsis capituligera a pour synonymes :
- Guzmania capituligera (Griseb.) Mez
- Guzmania fastuosa (André) Mez
- Guzmania harrisii Mez
- Guzmania sodiroana Mez
- Mezobromelia capituligera f. lutea Steyerm.
- Mezobromelia capituligera (Griseb.) J.R.Grant
- Schlumbergeria capituligera (Griseb.) Harms
- Schlumbergeria fastuosa (André) Harms
- Thecophyllum capituligerum (Griseb.) L.B.Sm.
- Thecophyllum fastuosum (André) Mez
- Tillandsia brigittalis E.H.L.Krause
- Tillandsia capituligera Griseb.
- Tillandsia fastuosa André
- Vriesea capituligera var. lutea Steyerm.
- Vriesea capituligera (Griseb.) L.B.Sm. & Pittendr.